# Gangsterpremiere
Gangsterpremiere, in Deutschland unter dem Titel So ein Theater! vertrieben, ist eine österreichische Kriminalfilmkomödie aus dem Jahre 1951 von und mit Curd Jürgens. Weitere Hauptrollen spielen Bruni Löbel und Grethe Weiser.

## Handlung
Die etwas naive aber theaterbegeisterte Hanni, eine Elevin, will unbedingt als Bühnenschauspielerin groß herauskommen. Sie geht daraufhin in die Großstadt und kehrt in ein inzwischen stillgelegtes Theater ein, das zum Schein einen künstlerischen Betrieb vorgaukelt. Hier will Hanni vorsprechen, in der Hoffnung engagiert zu werden. Hanni bemerkt jedoch nicht, dass sich längst Ganoven, Angehörige einer Schieberbande, dieser einstigen Spielstätte bemächtigt und diese zum Umschlagplatz für Schwarzmarktware umfunktioniert haben. Für die Bande wird Hanni zum echten Problem, da sie partout nicht weichen will. Andererseits darf man sie auch nicht gehen lassen, denn wer weiß, was sie dann draußen alles von diesem Theater, in dem nichts aufgeführt wird, herumerzählen wird? 
Und so kommt jemand auf die „glorreiche“ Idee, ein Potemkinsches Dorf aufzubauen: Ein zur Räuberhöhle umfunktioniertes Theater, in dem die Ganoven Theaterkünstler darstellen. Jetzt muss nur noch ein Stück her, das man mit der noch immer ahnungslosen Hanni einstudieren kann, ehe es zur titelgebenden „Gangsterpremiere“ kommen kann. Hanni ist begeistert, glaubt sie doch tatsächlich, demnächst als Bühnenmimin debütieren zu können. Da ist ihre weit weniger blauäugige Schauspiellehrerin, die einstige Operettendiva Mizzi Lorenz, definitiv skeptischer. Rasch bemerkt sie, dass irgendetwas mit diesen „Schauspielern“ des Theaters faul ist. Doch dank Mizzis handfester Art wird aus der Charade bald doch noch eine richtige Theateraufführung, und die Premiere, mit Hanni und den Schiebern als Darsteller, kann kommen! So wird die einst stillgelegte Bühne wieder ihrer alten Bestimmung zugeführt.

## Produktionsnotizen
Die Dreharbeiten zu Gangsterpremiere begannen am 16. Juli 1951 und endeten im September desselben Jahres. Gedreht wurde in Wien und in den Ateliers von Thalerhof (Graz). Die Uraufführung erfolgte in drei Wiener Kinos am 26. Oktober 1951. In Deutschland konnte man den Film seit seiner Krefelder Premiere am 25. Dezember 1951 sehen. 
Gisela Schneeberger übernahm die Produktionsleitung, Willy Egger die Aufnahmeleitung. Das Ehepaar Werner Schlichting und Isabella Ploberger gestaltete die Filmbauten, Marcel André entwarf die Kostüme.

## Kritik
„Eine humorige, insgesamt eher glanzlose Komödie; einer der vier Filme, mit denen sich der Schauspieler Curd Jürgens mäßig erfolgreich als Regisseur versuchte.“